# Gedeon Thommen

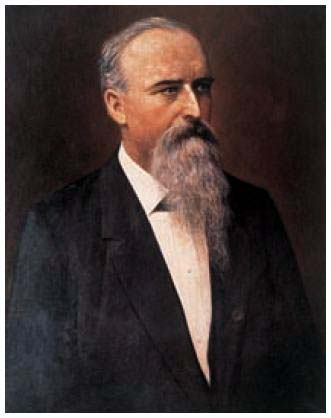
Gedeon Thommen (1831–1890). Porträtbild um 1880

Gedeon Thommen (* 7. Dezember 1831 in Waldenburg BL; † 18. Dezember 1890 ebenda) war ein Unternehmer und Politiker aus Waldenburg im Schweizer Kanton Basel-Landschaft.

## Leben
Gedeon Thommen war der Sohn von Martin Thommen (Seiler) und der Catharina Schneider. Er hatte zehn Geschwister. Davon starben sechs kurz nach der Geburt. Gedeon wuchs mit vier seiner Schwestern auf. Nach der Grundschule in Waldenburg und der Bezirksschule in Aarau absolvierte er in Genf eine kaufmännische Lehre. Im Anschluss folgte eine Seilerlehre im Betrieb seines Vaters.
Thommen heiratete die aus Le Locle stammende Marie-Louise Jacot-Baron. Zusammen hatten sie neun Kinder, wovon eines kurz nach der Geburt starb: Hermann Ernst (1857–1890), Karl Marcel (1859–?), Robert Alexander (1860–1876), Walter Oskar (1861–?), Fanny Mathilde (1862–1928) heiratete 1887 Hermann Straumann, Paul Alphonse (1864–1944), Johann Adolf (1865–?), Friedrich Erwin (1867–1908) und Hans Theodor (*/† 1868).

### Militär und Politik
Im Schweizer Militär war Thommen Artillerie-Offizier, Hauptmann und Batteriekommandant.
Während der Revisionsbewegungen, die im Kanton Basel-Landschaft von 1861 bis 1864 dauerten, war Thommen bei den Antirevisionisten. Von 1864 bis 1890 war er im Landrat in der Radikalen Fraktion. Bei den Parlamentswahlen 1875 wurde er in den Nationalrat gewählt, dem er bis 1890 angehörte. Er war Mitglied der 1878 gegründeten Radikaldemokratischen Gruppe der Bundesversammlung.
1854 war Thommen Gemeindeschreiber von Waldenburg und ab 1860 bis 1890 deren Gemeinderat. Er war Mitglied der Gemeinde- und Bezirksschulpflege Waldenburg.

### Wirtschaft

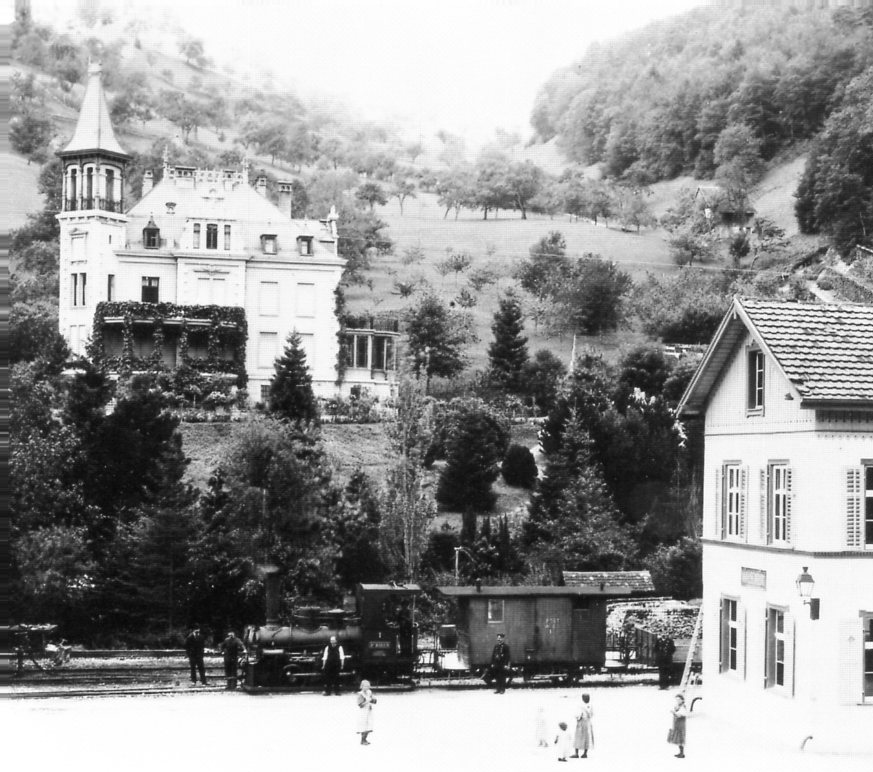
Bahnhof Waldenburg mit Lok 1 «Dr. M. Bider» und Villa Thommen. Bild um 1892

1865 wurde Landrat Thommen in das Comité für die Errichtung einer Eisenbahn im Waldenburgertal berufen. Ab 1857 war er im Direktorium der Société d’Horlogerie à Waldenburg, die er 1859 übernahm. Thommen war 1876 Mitbegründer beim Waldenburger Bezirksblatt.
Als im Juni 1878 Martin Bider starb, musste Thommen dessen Amt als Präsident im Comité für die Errichtung einer Eisenbahn im Waldenburgertal und die Leitung der anstehenden Geschäfte übernehmen. So leitete er am 25. November 1879 die Gründungsversammlung der Waldenburgerbahn (WB) und den anschliessenden Bahnbau. Mit den Bauarbeiten wurde im März 1880 begonnen und am 1. November desselben Jahres wurde der Fahrplanbetrieb aufgenommen. Ab 1880 bis an sein Lebensende im Dezember 1890 war Thommen Direktionspräsident der Waldenburgerbahn. Seinem Engagement bei der Realisierung dieses Projektes verdankt er seinen heutigen Bekanntheitsgrad.
Von 1867 bis 1874 war Thommen Mitglied des Verwaltungsrates der Basellandschaftlichen Kantonalbank (BLKB) und 1871 Vizepräsident des Bankrates der BLKB. Von 1877 bis 1890 war er bei der Basellandschaftlichen Hypothekenbank ebenfalls im Verwaltungsrat. Thommen war auch Stifter für Bildungs- und Kulturzwecke in Waldenburg.

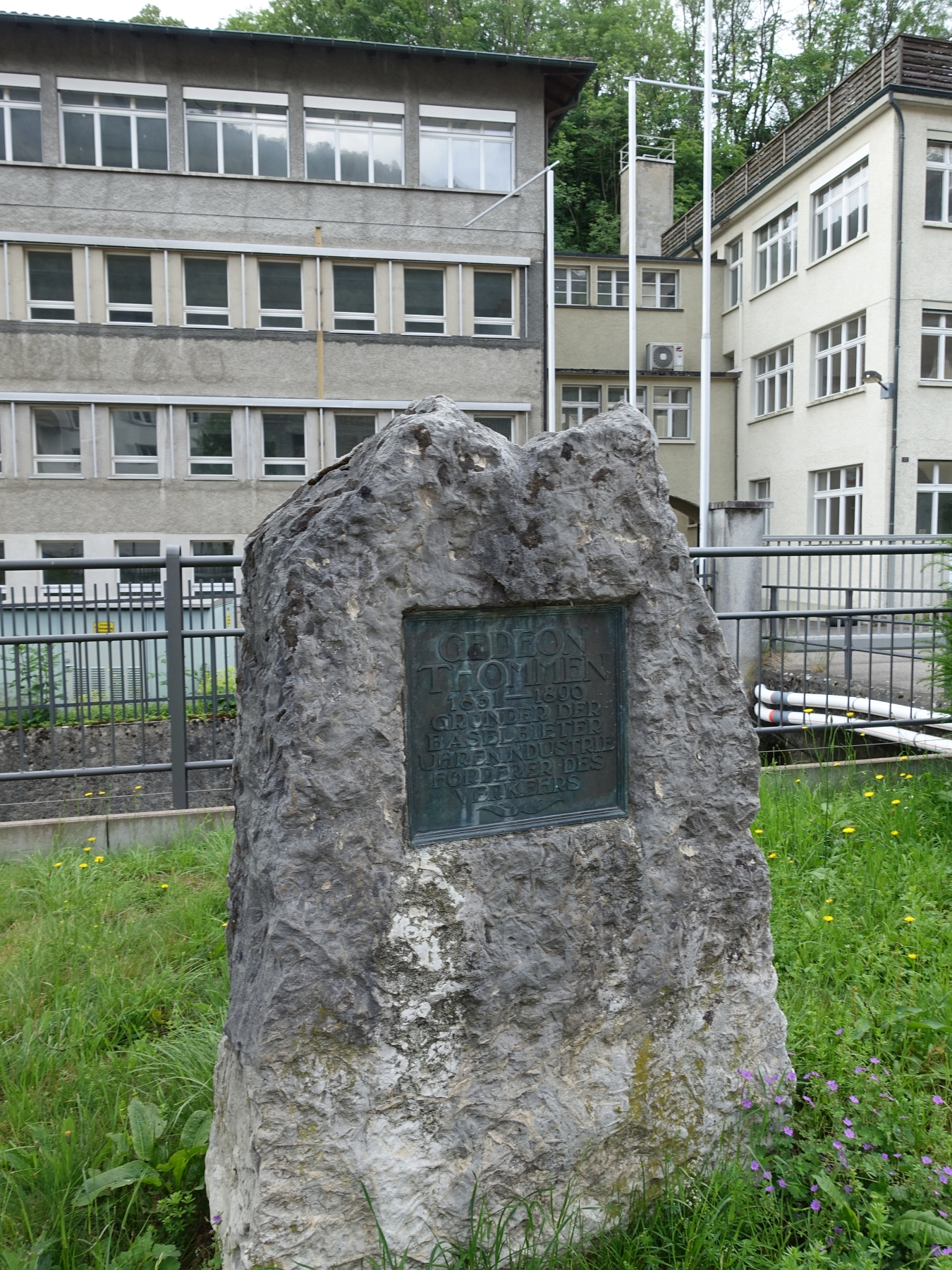
Gedenkstein für Gédéon Thommen in Waldenburg

Familienunternehmen
Nach dem Tod des Vaters führte Thommen die elterliche Seilerei weiter.
1857 war Thommen im Direktorium der durch die Gemeinde Waldenburg 1853 gegründeten Société d’Horlogerie à Waldenburg. Der Betrieb erwirtschaftete ein grosses Defizit, was die Gemeindekasse stark belastete. So konnte Thommen, mit Louis Tschopp, den Gemeindebetrieb übernehmen. Nach Thommens Umstrukturierungen begann sich der Betrieb zu erholen. 1869 schied Tschopp aus. Ab 1870 nannte Thommen seine Firma Gédéon Thommen – Uhrenfabrikation.
1885 liess sich Gedeon Thommen oberhalb des Bahnhofs der Waldenburgerbahn eine prunkvolle Villa erbauen. Auf vielen Postkarten wurde das im ganzen Tal als Villa Thommen oder Villa Reseda bekannte Wohnhaus abgebildet. Die Villa galt und gilt als Prunkstück von Waldenburg. In den Jahren 2002 bis 2004 wurde das Anwesen von Grund auf saniert. Dabei wurde darauf geachtet, so weit wie möglich den ursprünglichen Zustand wiederherzustellen. Heute ist das nun als Villa Gelpke benannte Prunkstück in den Händen der Urenkel von Gédéon Thommen.
Nach Thommens Tod übernahm sein Sohn Paul Alphonse die Gédéon Thommen – Uhrenfabrikation, welche noch bis Mai 2015 unter dem Namen Revue Thommen AG bestand.

## Ehrung

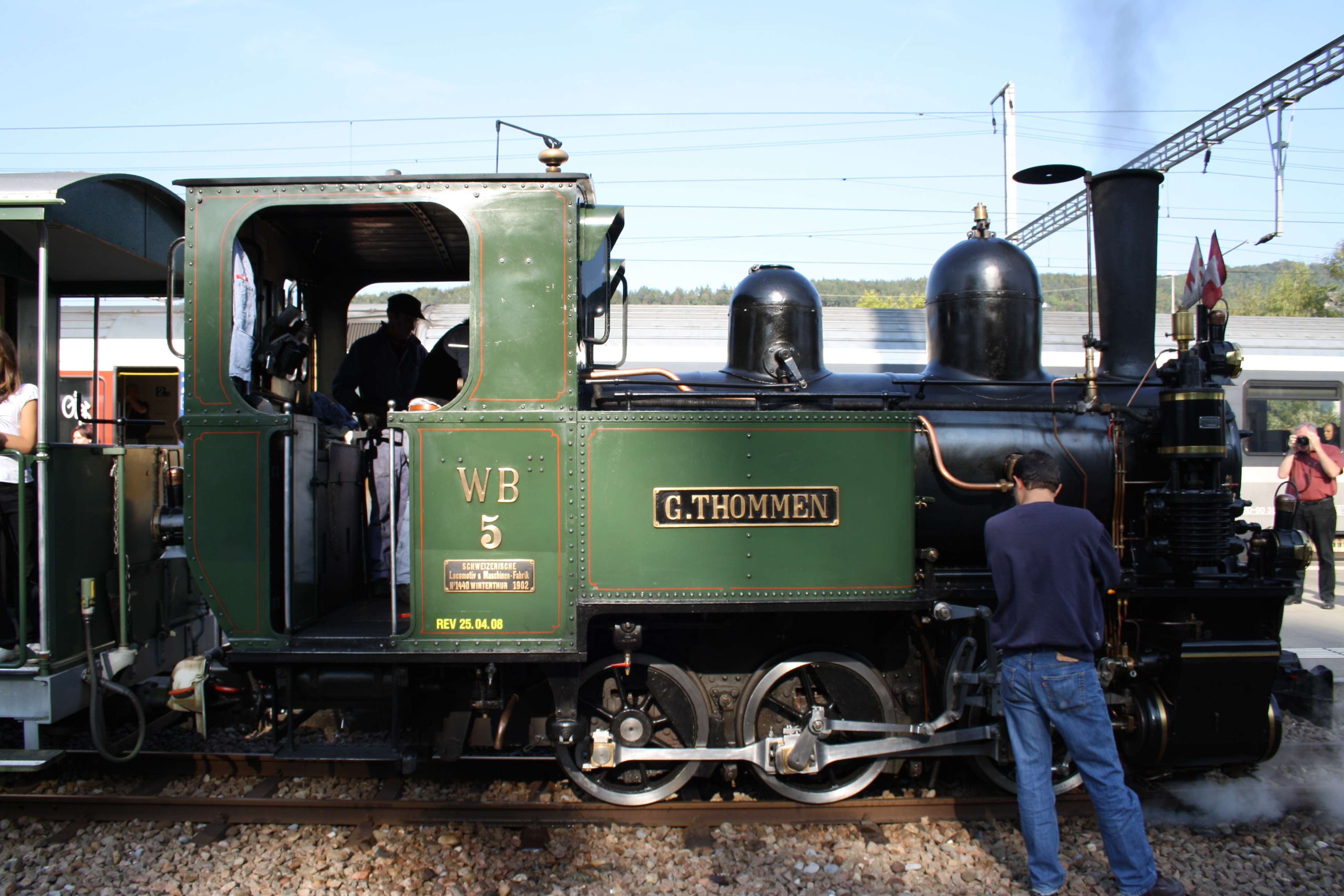
WB G 3/3, 5, G. Thommen

Am 26. August 1902 wurde bei der Waldenburgerbahn eine weitere Dampflokomotive der Baureihe G 3/3 in Dienst gestellt. Diese erhielt die Betriebsnummer 5 und trägt, zum Gedenken an den Bahnmitbegründer Gedeon Thommen, den Namen G. Thommen.

## Weblinks

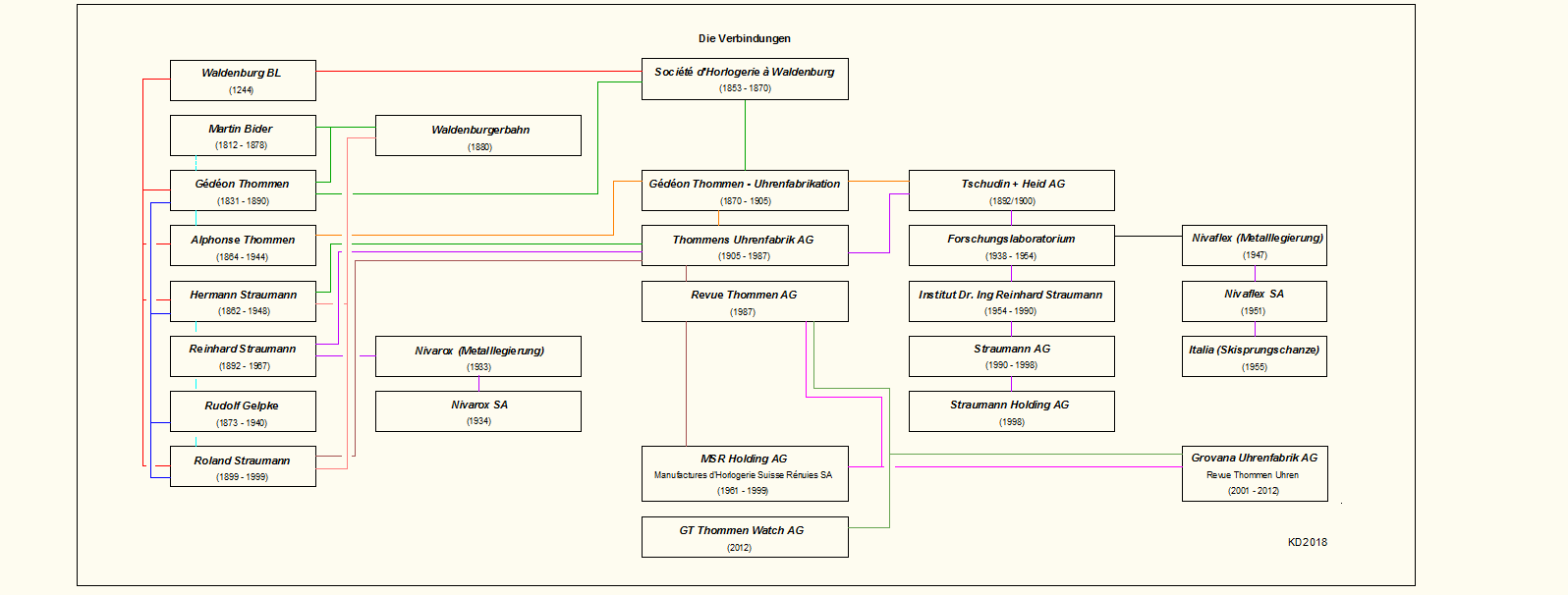
Die Verbindungen